# Qatar ExxonMobil Open 2009 - Qualificazioni singolare
Le qualificazioni del singolare  del Qatar ExxonMobil Open 2009 sono state un torneo di tennis preliminare per accedere alla fase finale della manifestazione. I vincitori dell'ultimo turno sono entrati di diritto nel tabellone principale. In caso di ritiro di uno o più giocatori aventi diritto a questi sono subentrati i lucky loser, ossia i giocatori che hanno perso nell'ultimo turno ma che avevano una classifica più alta rispetto agli altri partecipanti che avevano comunque perso nel turno finale.
Le qualificazioni del Qatar ExxonMobil Open  2009 prevedevano 32 partecipanti di cui 8 sono entrati nel tabellone principale.

## Teste di serie
1. Karol Beck (Qualificato)
2. Alexander Peya (Qualificato)
3. Pere Riba (primo turno)
4. Miguel-Angel Lopez Jaen (Qualificato)

1. Lamine Ouahab (Qualificato)
2. Łukasz Kubot (Qualificato)
3. Matthias Bachinger (ultimo turno)
4. Giancarlo Petrazzuolo (ultimo turno)

## Qualificati
1. Karol Beck
2. Lamine Ouahab
3. Alexander Peya
4. Łukasz Kubot

1. Jaroslav Pospíšil
2. Marco Chiudinelli
3. Miguel-Angel Lopez Jaen
4. Michał Przysiężny

## Tabellone

### Legenda
| - Q = Qualificato - WC = Wild card - LL = Lucky loser | - ALT = Alternate - SE = Special Exempt - PR = Protected Ranking | - w/o = Walkover - r = Ritirato - d = Squalificato |

### Sezione 1
|  | Primo turno  | Primo turno      | Primo turno  | Primo turno | Primo turno |  |  | Ultimo turno | Ultimo turno | Ultimo turno | Ultimo turno | Ultimo turno |  |
|  |              |                  |              |             |             |  |  |              |              |              |              |              |  |
|  | 1            | Karol Beck       | 7            | 4           | 6           |  |  |              |              |              |              |              |  |
|  |              | Mohammad Ghareeb | 5            | 6           | 1           |  |  | 1            | Karol Beck   | 2            | 6            | 7            |  |
|  | Ivo Klec     | Ivo Klec         | Ivo Klec     | 6           | 7           |  |  |              | Ivo Klec     | 6            | 3            | 5            |  |
|  | Marius Copil | Marius Copil     | Marius Copil | 4           | 64          |  |  |              |              |              |              |              |  |

### Sezione 2
|  | Primo turno    | Primo turno       | Primo turno       | Primo turno       | Primo turno |  |  | Ultimo turno | Ultimo turno   | Ultimo turno | Ultimo turno | Ultimo turno |  |
|  |                |                   |                   |                   |             |  |  |              |                |              |              |              |  |
|  | Nenad Zimonjić | Nenad Zimonjić    | Nenad Zimonjić    | 6                 | 6           |  |  |              |                |              |              |              |  |
|  | Jaber Nouh     | Jaber Nouh        | Jaber Nouh        | 1                 | 0           |  |  |              | Nenad Zimonjić | 7            | 3            | 3            |  |
|  | 5              | Lamine Ouahab     | Lamine Ouahab     | Lamine Ouahab     | 5           |  |  | 5            | Lamine Ouahab  | 5            | 6            | 6            |  |
|  |                | Jaroslav Levinský | Jaroslav Levinský | Jaroslav Levinský | 0r          |  |  |              |                |              |              |              |  |

### Sezione 3
|  | Primo turno  | Primo turno    | Primo turno    | Primo turno | Primo turno |  |  | Ultimo turno | Ultimo turno   | Ultimo turno   | Ultimo turno | Ultimo turno |  |
|  |              |                |                |             |             |  |  |              |                |                |              |              |  |
|  | 2            | Alexander Peya | Alexander Peya | 6           | 6           |  |  |              |                |                |              |              |  |
|  |              | Artur Chernov  | Artur Chernov  | 1           | 3           |  |  | 2            | Alexander Peya | Alexander Peya | 7            | 6            |  |
|  | Serhij Bubka | Serhij Bubka   | Serhij Bubka   | 6           | 6           |  |  |              | Serhij Bubka   | Serhij Bubka   | 64           | 4            |  |
|  | Gregory Howe | Gregory Howe   | Gregory Howe   | 2           | 0           |  |  |              |                |                |              |              |  |

### Sezione 4
|  | Primo turno     | Primo turno     | Primo turno     | Primo turno | Primo turno |  |  | Ultimo turno | Ultimo turno    | Ultimo turno | Ultimo turno | Ultimo turno |  |
|  |                 |                 |                 |             |             |  |  |              |                 |              |              |              |  |
|  | Simone Vagnozzi | Simone Vagnozzi | Simone Vagnozzi | 6           | 6           |  |  |              |                 |              |              |              |  |
|  | Amer Mezri      | Amer Mezri      | Amer Mezri      | 0           | 1           |  |  |              | Simone Vagnozzi | 6            | 2            | 65           |  |
|  | 6               | Łukasz Kubot    | 64              | 6           | 6           |  |  | 6            | Łukasz Kubot    | 2            | 6            | 7            |  |
|  |                 | Tobias Kamke    | 7               | 2           | 1           |  |  |              |                 |              |              |              |  |

### Sezione 5
|  | Primo turno       | Primo turno       | Primo turno       | Primo turno | Primo turno |  |  | Ultimo turno      | Ultimo turno      | Ultimo turno      | Ultimo turno | Ultimo turno |  |
|  |                   |                   |                   |             |             |  |  |                   |                   |                   |              |              |  |
|  |                   | Michal Mertiňák   | Michal Mertiňák   | 6           | 6           |  |  |                   |                   |                   |              |              |  |
|  | 3                 | Pere Riba         | Pere Riba         | 4           | 4           |  |  | Michal Mertiňák   | Michal Mertiňák   | Michal Mertiňák   | 3            | 3            |  |
|  | Jaroslav Pospíšil | Jaroslav Pospíšil | Jaroslav Pospíšil | 6           | 6           |  |  | Jaroslav Pospíšil | Jaroslav Pospíšil | Jaroslav Pospíšil | 6            | 6            |  |
|  | Abdullah Maqdas   | Abdullah Maqdas   | Abdullah Maqdas   | 0           | 4           |  |  |                   |                   |                   |              |              |  |

### Sezione 6
|  | Primo turno       | Primo turno           | Primo turno           | Primo turno | Primo turno |  |  | Ultimo turno | Ultimo turno          | Ultimo turno          | Ultimo turno | Ultimo turno |  |
|  |                   |                       |                       |             |             |  |  |              |                       |                       |              |              |  |
|  | Marco Chiudinelli | Marco Chiudinelli     | 5                     | 7           | 6           |  |  |              |                       |                       |              |              |  |
|  | Rainer Eitzinger  | Rainer Eitzinger      | 7                     | 5           | 2           |  |  |              | Marco Chiudinelli     | Marco Chiudinelli     | 6            | 6            |  |
|  | 8                 | Giancarlo Petrazzuolo | Giancarlo Petrazzuolo | 6           | 6           |  |  | 8            | Giancarlo Petrazzuolo | Giancarlo Petrazzuolo | 3            | 1            |  |
|  |                   | Mousa Shanan Zayed    | Mousa Shanan Zayed    | 0           | 0           |  |  |              |                       |                       |              |              |  |

### Sezione 7
|  | Primo turno     | Primo turno             | Primo turno             | Primo turno | Primo turno |  |  | Ultimo turno | Ultimo turno            | Ultimo turno            | Ultimo turno | Ultimo turno |  |
|  |                 |                         |                         |             |             |  |  |              |                         |                         |              |              |  |
|  | 4               | Miguel-Angel Lopez Jaen | Miguel-Angel Lopez Jaen | 6           | 6           |  |  |              |                         |                         |              |              |  |
|  |                 | Ali Ghareeb             | Ali Ghareeb             | 1           | 1           |  |  | 4            | Miguel-Angel Lopez Jaen | Miguel-Angel Lopez Jaen | 7            | 6            |  |
|  | Christopher Kas | Christopher Kas         | Christopher Kas         | 6           | 6           |  |  |              | Christopher Kas         | Christopher Kas         | 65           | 1            |  |
|  | Marc López      | Marc López              | Marc López              | 2           | 2           |  |  |              |                         |                         |              |              |  |

### Sezione 8
|  | Primo turno       | Primo turno        | Primo turno        | Primo turno | Primo turno |  |  | Ultimo turno | Ultimo turno       | Ultimo turno       | Ultimo turno | Ultimo turno |  |
|  |                   |                    |                    |             |             |  |  |              |                    |                    |              |              |  |
|  | Michał Przysiężny | Michał Przysiężny  | Michał Przysiężny  | 6           | 6           |  |  |              |                    |                    |              |              |  |
|  | Dmitrij Sitak     | Dmitrij Sitak      | Dmitrij Sitak      | 4           | 2           |  |  |              | Michał Przysiężny  | Michał Przysiężny  | 6            | 6            |  |
|  | 7                 | Matthias Bachinger | Matthias Bachinger | 6           | 6           |  |  | 7            | Matthias Bachinger | Matthias Bachinger | 1            | 4            |  |
|  |                   | Ričardas Berankis  | Ričardas Berankis  | 4           | 2           |  |  |              |                    |                    |              |              |  |